# 셸 쇼크

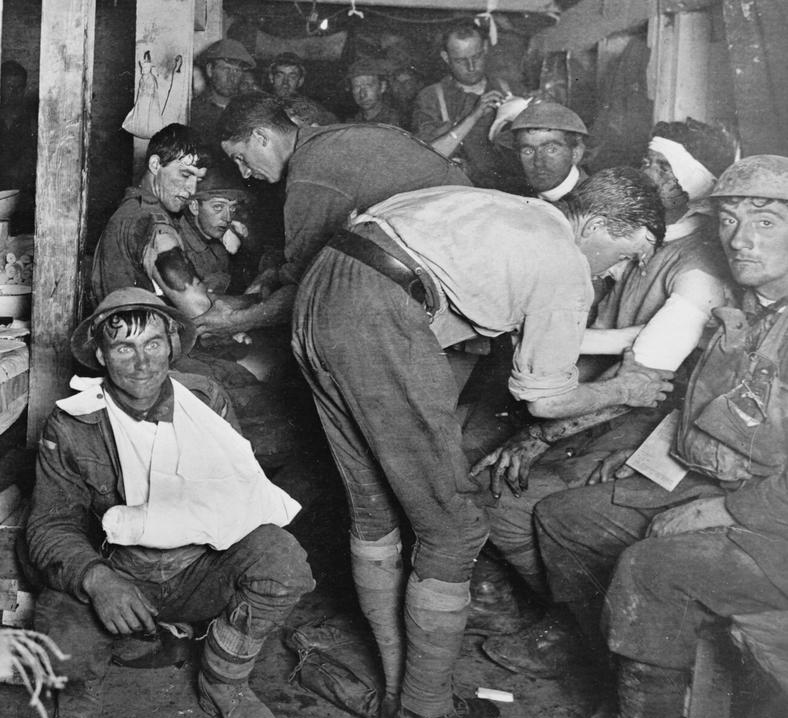
1917년, 벨기에 이프레 근처의 응급 치료소. 좌측 하단 부상병의 멍한 표정은 셸 쇼크 증상 중 하나이다.

셸 쇼크(영어: Shell shock)는 제1차 세계 대전 당시, 영국의 심리학자 찰스 사무엘 마이어스(Charles Samuel Myers)가 만든 용어로, 전쟁 중에 많은 병사들이 고통을 겪은 외상 후 스트레스 장애의 유형이다. 융단폭격, 전투 등 격렬한 상황에서 느낀 공포로 인해 정상적인 생각이나 잠자기, 걷기, 말하기 등이 불가능해진 상태를 말하거나 혹은 다양한 무력감을 의미한다.
전쟁 당시, 셸 쇼크의 개념은 불명확했다. 그때의 셸 쇼크는 육체적, 정신적 피해를 모두 아우르는 용어였고, 도덕성에 대한 불확신을 의미하기도 했다. 현재 셸 쇼크는 더 이상 의학, 군사 용어로는 사용되지 않으며, 대중에게 전파되어 주로 전쟁에 의한 상처로써 묘사된다.
제2차 세계 대전 중에는 셸 쇼크를 전투피로증으로 진단했다. 이는 전쟁 및 폭격의 외상과는 같지 않게 진단한 것이다. 

## 용어의 근원

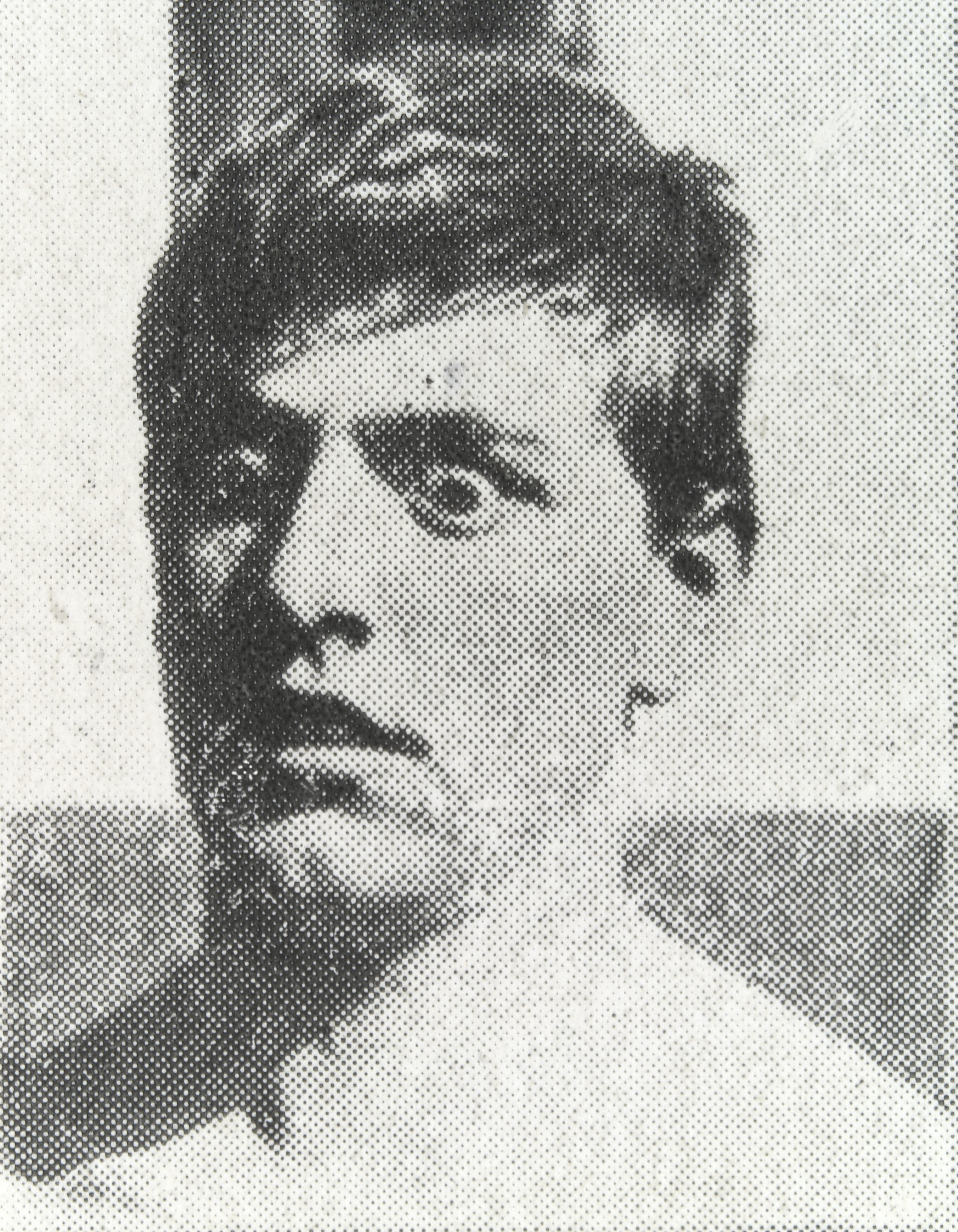
셸 쇼크는 눈을 치켜뜬 표정과 멍한 상태를 특징으로 하고 있다.

1914년 1차 세계 대전의 초기에 , 영국군 병사들이 이명, 기억 상실, 두통, 현기증, 떨림, 소음에 대한 과민증 등 전투 후 스트레스 장해 증상을 보고하기 시작했다. 이런 증상은 뇌가 물리적 상처를 입은 후에 나타나는 증상과 유사하지만, 아무런 상처를 입지 않은 채 증상만 입는 경우였다. 1914년 12월까지 영국 장교 10%와 군인 4%가 심각한 정신적 충격으로 고통을 받았다.
이 용어는 1915년 Charles Lers의 The Lancet의 기사에서 처음 출판되었다. 셸 쇼크 사례 중 약 60~80%가 급성 신경 쇠약증을 보였다. 10%는 무언증을 앓기도 했다.
셸 쇼크 사례는 1915년과 1916년 사이에 증가했다. 당시에는 의학적으로, 심리적으로 잘 이해되지 못했다. 일부 의사들은 뇌에 충격을 가해 뇌 파열로 인한 충격파가 뇌 병변을 일으켜 치명적인 증상을 일으킬 수 있음을 밝혀냈다. 다른 사례로 폭발에 의해 형성된 일산화탄소 중독으로 인한 증상도 발견했다.

## 사회 문화적 영향
셸 쇼크는 영국 문화 전반과 제1차 세계 대전에 대한 일반인들의 기억에 큰 영향을 주었다. 당시 지그프리드 사순이 셸 쇼크에 관한 글을 썻으며, 셸 쇼크 피해자들을 치료한 크레이그로크하트 수치료원에서 일하기도 했다. 팻 바커는 자신의 저서 시리즈인 《갱생 3부작》에서 셸 쇼크의 원인과 결과를 다뤘다.

## 같이 보기
- 외상 후 스트레스 장애
- 우드워스 인성검사